# Friedrich Flick
Pour les articles homonymes, voir Flick.
Friedrich Flick, né le 10 juillet 1883 à Ernsdorf en Westphalie et mort le 20 juillet 1972 à Constance, fut l'un des principaux hommes d'affaires allemands pendant la république de Weimar, le Troisième Reich et les Trente Glorieuses dans l'Allemagne de l'Ouest. Il fut le fondateur de la dynastie après avoir établi un considérable conglomérat. Il devint un des membres et fondateurs du parti nazi, profita de la liquidation des propriétés juives, et fut un producteur d'armements d'Adolf Hitler. Ses usines devinrent célèbres car elles utilisaient des prisonniers internés dans les camps de concentration comme main d'œuvre.
Il fut accusé de crimes de guerre au procès Flick, l'un des douze procès de Nuremberg, et il fit 3 des 7 années de prison auxquelles il avait été condamné. Il réussit à rebâtir son empire, devenant ainsi l'une des plus grosses fortunes du monde jusqu'à sa mort en 1972.

## Biographie
Né dans le village d'Ernsdorf (qui fait à présent partie de la municipalité de Kreuztal) en Westphalie, fils d'agriculteur et marchand de bois, Friedrich Flick fait ses études secondaires à Siegen. Il suit une formation commerciale, accomplit son service militaire, et commencait les études à l'école de commerce de Cologne. Dans le cadre de ses études de l'administration des affaires, il a démontré un grand intérêt pour le domaine du bilan comptable. Ayant obtenu son diplôme en 1906, sa carrière débute comme commerçant et membre du comité des aciéries à Siegen et Schwerte. Il a bénéficié, à ce titre, de l'armement militaire durant la Première Guerre mondiale.

### République de Weimar
Après la guerre, l'entreprise Flick détient déjà une position dominante dans la région de Siegerland. Grâce à des crédits avantageux au temps de l'hyperinflation, il est parvenu à racheter d'autres établissements en Haute-Silésie et dans l'Allemagne centrale. Il a notamment acquis, aux meilleures conditions, des exploitations dans la région de Katowice touchée par les insurrections de Silésie qui est séparée de l'Allemagne et reliée à la république de Pologne à la suite du plébiscite de Haute-Silésie en 1921. Pour empêcher l'expropriation aux autorités polonaises, il établit ses propres sociétés holding dans les Pays-Bas neutres avec la participation du capital des États-Unis ; il a obtenu pour cet objet le soutien du ministère allemand des Affaires étrangères. Avec un investissement raisonnable, Flick a réussi l'achat des parts détenues par les familles d'industriels établies, comme les Henckel von Donnersmarck et Ballestrem.
En 1923, le siège de la société fut déplacé à Berlin. Quelques années plus tard, il obtint d'autres investissements dans des sociétés sidérurgiques du legs de Hugo Stinnes. Néanmoins, l'ascension de ses entreprises a montré ses limites au cours de la Grande Dépression. En 1932, Flick pourrait assainir ses finances en se dégageant de son investissement dans la société minière de Gelsenkirchen. Le gouvernement allemand de Heinrich Brüning, craignant une vente à la France, a acquis l'entreprise à un prix excessif, ce qui a déclenché un scandale sur l'espace public.
Les fonctionnaires ont du mal à s'expliquer quant aux contributions financières de Flick à la campagne du chancelier Brüning, du ministre de la Défense Kurt von Schleicher et du président du parti nationaliste, Alfred Hugenberg. La même année, le secrétaire privé de Friedrich Flick, Otto Steinbrinck, rejoint l'amicale d'Hitler, Reichsführer-SS autour de Wilhelm Keppler.

### Condamnation et redressement

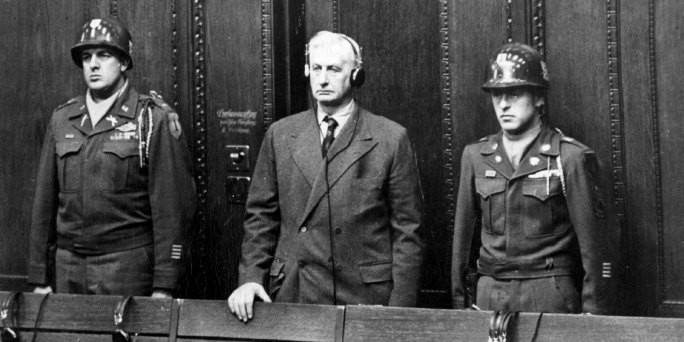
Flick lors du jugement, en 1947.

Vers la fin de la Seconde Guerre mondiale, à la veille de la défaite allemande, Flick céda la majorité des actions à ses fils Otto-Ernst et Friedrich Karl. Il a déplacé le siège social vers l'ouest, à Düsseldorf, et a ordonné de détruire des documents à charge. Le 13 juin 1945, il fut arrêté par les forces occupantes américaines dans son manoir à Wackersberg en Bavière. Accusé de crimes de guerre au procès Flick, il a osé se défendre en déclarant qu'il aurait été victime du nazisme. Le 22 décembre 1947, il est condamné tardivement à seulement sept ans de prison à Landsberg. Mais il est relâché par le haut commissaire allié John McCloy, après seulement trois ans de prison.
Durant la dénazification, les Alliés avaient pour projet de démanteler la groupe de sociétés Flick.
Il fait appel contre sa sentence. La direction nazie de Flick est intervenue auprès du gouvernement Adenauer et a obtenu le droit de récupérer, sans aucune pénalité, la majeure partie des installations sidérurgiques et des aciéries.
De plus, des demandes de remboursement, présentées par des entrepreneurs juifs spoliés par les nazis, ne seront dédommagées que sur la base d'actions délivrées à titre compensatoire. La société Flick a souligné qu'il ne s'agissait pas d'un aveu de culpabilité. À l'époque du Wirtschaftswunder, Flick redevint l'un des hommes les plus riches de l'Allemagne, multi-milliardaire, actionnaire majoritaire de Daimler-Benz, possédant entre autres, des participations dans Dynamit Nobel, Buderus et Krauss-Maffei.
Il obtient en 1963 croix fédérale du Mérite.
À son décès en 1972, c'est une série de 330 entreprises employant 300 000 personnes, avec un chiffre d'affaires annuel de 18 milliards de DM qu'il laisse à ses descendants. La famille Flick est une très riche dynastie politique et industrielle allemande, héritière d'un empire industriel englobant la houille, l'acier et la société Daimler.
Elle s'est ensuite étendue aux États-Unis, à Philadelphie. Le Dr Lawrence Flick, qui développa la première cure contre la tuberculose, est un descendant direct d'un des frères de Friedrich Flick.

## Controverse
La famille Flick a porté devant les tribunaux la controverse de sa contribution au nazisme, et le refus de payer des dédommagements aux victimes.
Au cours d'un procès en 1983, l'affaire Flick, on révéla que des politiciens allemands avaient été corrompus pour permettre au fils Friedrich Karl Flick (1927-2006) de réduire les impôts de ses sociétés.
Lors d'un procès à Bonn, plusieurs anciens ministres de l'Économie, Hans Friderichs et Otto Graf Lambsdorff, sont condamnés au paiement d'amendes pour « fraude fiscale ». Friedrich Karl Flick, fils d'un criminel de guerre, devint plus tard citoyen autrichien pour réduire encore ses dettes fiscales. En 1986, la famille Flick est obligée de vendre la majeure partie de son patrimoine industriel à la Deutsche Bank pour 2,5 milliards de dollars (1,4 milliard de livres sterling).
En 1997, l'université d'Oxford a refusé, après une campagne menée par la direction de l'université et la communauté juive, une donation de 350 000 livres sterling provenant de Gert Rudolph Flick, afin de doter Balliol College d'un professeur de pensée humaine.
La tentative de Friedrich Christian Flick d'exposer sa collection d'art à Zurich, dans un musée construit par l'architecte Rem Koolhaas, a aussi été rejetée par les autorités suisses. En septembre 2004, la collection a été exposée à Berlin, à la Hamburger Bahnhof Gallery, malgré la protestation d'associations juives.

## Enfants
- Otto-Ernst Flick (1916 - 1974), et ses enfants :
  - Dagmar, comtesse Vitzthum von Eckstaedt,
  - Gert Rudolph Flick "Muck Flick",
  - Friedrich Christian Flick "Mick Flick" (19 septembre 1944) épouse la comtesse Maria (Maya) de Schönburg-Glauchau (sœur de Gloria, princesse de Tour et Taxis) :
    - Friedrich-Alexander (1986)
    - Maria-Pilar (1988)
    - Ernst-Moritz (1989)
- Rudolf Flick (né en 1919, décédé le 28 juin 1941 au début de l'opération Barbarossa sur le front de l'est),
- Friedrich Karl Flick (3 février 1927 -  5 octobre 2006) - industriel, impliqué dans un scandale politique allemand ; marié trois fois dont une première sans descendance.
  - Alexandra (du 2e mariage avec Ursula Kloiber née Reuther)
  - Elisabeth (du 2e mariage avec Ursula Kloiber née Reuther) épouse le prince Wilhelm Alexander d'Auersperg-Breunner.
  - Victoria-Katharina (du 3e mariage avec Ingrid Ragger)
  - Karl-Friedrich (du 3e mariage avec Ingrid Ragger)

## Autres membres de la famille
- Donatella Flick - mondaine et philanthrope, deuxième femme de Gert Rudolph Flick

## Critique
En 1974, le groupe de rock allemand politique et militant Floh de Cologne sort un album intitulé Geyer-Symphonie in Rock-Dur Knöchelverzeichnis (calembour sur Köchelverzeichnis) 4712, qui est un montage de chansons satiriques et des discours prononcés par Herman-Josef Abs, Fritz Berg, Ludwig Erhard, Konrad Kaletsch, et Hans-Günther Sohl lors de la cérémonie funèbre du 28 juillet 1972 à la salle Robert-Schumann à Düsseldorf.